# Magdalena penitente del espejo
La Magdalena penitente del espejo, también conocida como Magdalena arrepentida, es un óleo sobre lienzo del artista francés Georges de La Tour, reconocido por su trabajo durante la etapa barroca. El cuadro es una de las tres diferentes representaciones de La Tour sobre el mismo motivo, fue pintado entre 1635 y 1640 y mide 113 x 92,7 cm. Actualmente se encuentra en la Galería Nacional de Arte de Washington D. C.

## Contexto
María Magdalena es una de las santas más reconocidas del cristianismo y una de las mujeres más representadas en la pintura a lo largo de los siglos. Su clasificación dentro de la iconografía cristiana es compleja, pues no pertenece a las vírgenes o mártires, tampoco se le relaciona con un varón o con una familia, pues no es esposa ni madre.

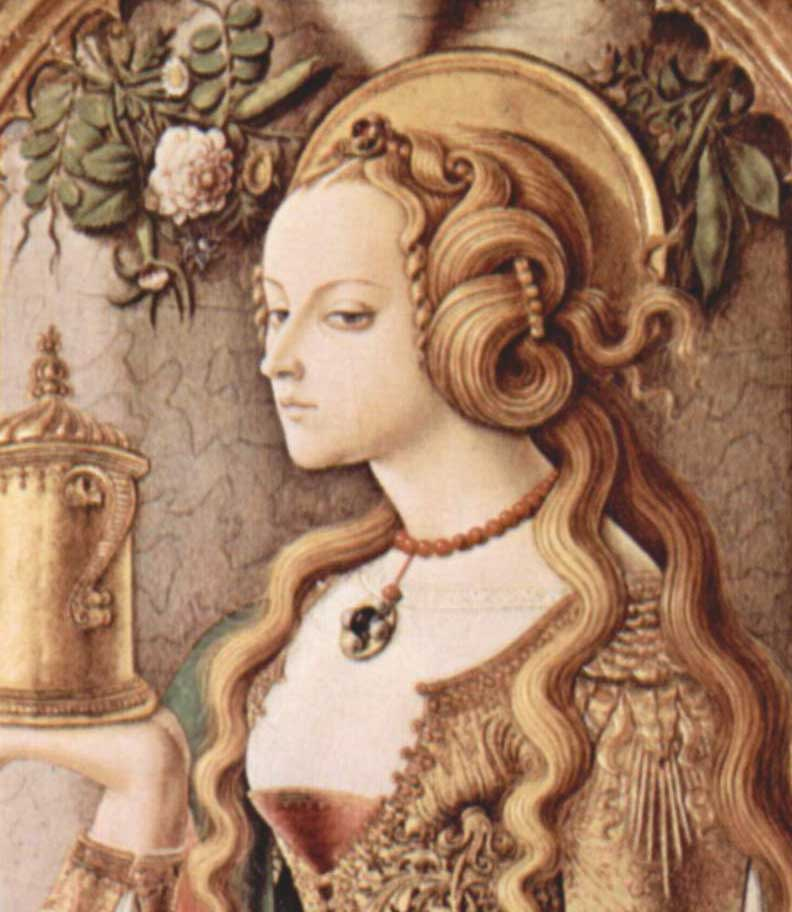
Santa María Magdalena, pintura al temple y dorado sobre tabla de Carlo Crivelli datada en 1476, antes de las reformas del Concilio de Trento.

Es un personaje aislado, por lo que con frecuencia se le atribuyeron historias o participaciones de variados textos bíblicos. Se la considera, principalmente, como ejemplo de pecadora redimida. De acuerdo con la Leyenda Dorada (popular compilación medieval de vidas de santos) de Vorágine, María Magdalena era una mujer aplicada en la prostitución, hermana de Lázaro y Marta, apegada a la vida disoluta tras la muerte de sus padres. Abandona su estilo de vida después de su conversión a Jesucristo y el perdón recibido en casa de Simón el fariseo. Finaliza su vida como eremita, dedicando treinta años a la contemplación. Vorágine ubica a Magdalena con diferentes personajes bíblicos, siendo la pecadora arrepentida, la hermana de Betania, discípula de Cristo, la abandonada del camino de Marsella y la eremita de la cueva.
A pesar de sus diferentes facetas a lo largo de los años, en el siglo XVII se le atribuye el arrepentimiento y se interpreta en las artes como un símbolo sacramental de penitencia. Funcionaba como modelo para aquellos pecadores que desearan alcanzar el Cielo.
Su iconografía sufrió cambios principalmente durante la Contrarreforma, a partir de la asamblea conciliar no. 245 del Concilio de Trento (1545-1563), en cuanto a María Magdalena se acordó le serían retirados vestidos suntuosos, ornamentos y lazos, dejando de lado las imágenes donde se viera demasiado arreglada. Por ello, a partir del siglo XVI corresponde una imagen de Magdalena meditativa, centrada en la lectura y la oración, dedicada a la penitencia. La veremos acompañada de vanitas, como recuerdo de la muerte y la fugacidad de la vida, del crucifijo y de otros símbolos de la Pasión aludiendo a su redención.

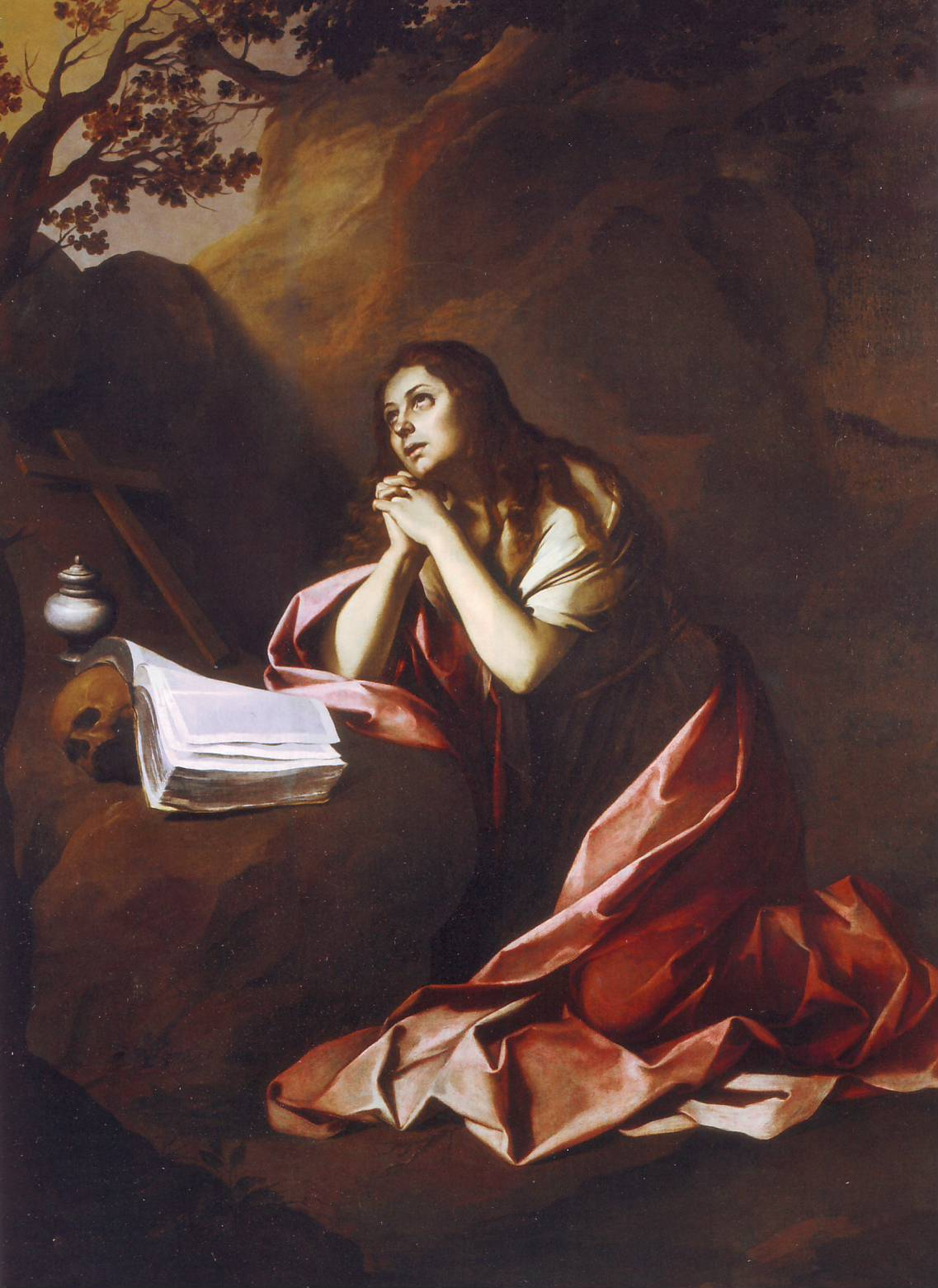
María Magdalena penitente, pintura al óleo de Bartolomé Esteban Murillo, datada en 1640. Posterior al Concilio de Trento, esta acompañada por vanitas y el frasco de ungüento.

En el siglo XVII comienza a abordarse su imagen con desnudos, principalmente con sus pechos descubiertos. Ubicada en el Barroco, María Magdalena será representada en éxtasis místico, siendo recompensada por su penitencia con una cercanía divina.
La Magdalena penitente del espejo aborda el tenebrismo y estado de ánimo contemplativo de los nocturnos devocionales característicos de Georges de La Tour, conocidos como "noches"(nuits), donde el autor plasma principalmente ambientes nocturnos iluminados por una luz artificial, por lo general producida por velas.

## Descripción
La obra de Georges de La Tour incluye tres piezas diferentes dedicadas a María Magdalena, en todas ellas alude a la iconografía del siglo XVI, mostrándola en tono de penitencia. Estas se relacionan naturalmente pues se tratan del mismo motivo y escena, pero con encuadres, perspectivas e iluminaciones variadas.
La Magdalena penitente del espejo es la más oscura de las tres Magdalenas de La Tour. Se representa vestida modestamente, de perfil izquierdo apoyando su codo sobre la mesa y con su rostro contemplativo reposando en su mano. Mientras con la otra toca un cráneo posado sobre libros, este se refleja en un espejo girado hacia el espectador. El cráneo se ilumina por la llama de una lámpara de aceite detrás de él, apenas visible la punta de la llama ligeramente doblada como si fuera movida por la exhalación de la respiración de María.
Las vanitas, el cráneo y el libro, reflejan el pasar de la vida y la presencia de la muerte; acompañaron a María Magdalena en sus retratos a partir del siglo XVI. Con símbolos de penitencia se omitieron elementos como el tarro de ungüento o el velo, con los que se la retrató comúnmente antes del siglo XVII.
A pesar de que en la Magdalena penitente del espejo apenas se puede apreciar más allá de su perfil, apoyados de sus otras versiones, es posible apreciar cómo la longitud de su cabello ha permanecido conforme a lo largo del tiempo; siempre muy largo como símbolo erótico, manteniendo la identificación de María Magdalena como una mujer pecadora. El color del cabello con el que se le presenta ha sido por lo general rubio, pero tanto el tono como sus peinados tienden a ser adaptados por los diferentes autores de acuerdo con la zona geográfica en la que se encuentre. En este caso la vemos con un tono oscuro, aún más por la ausencia de luz.

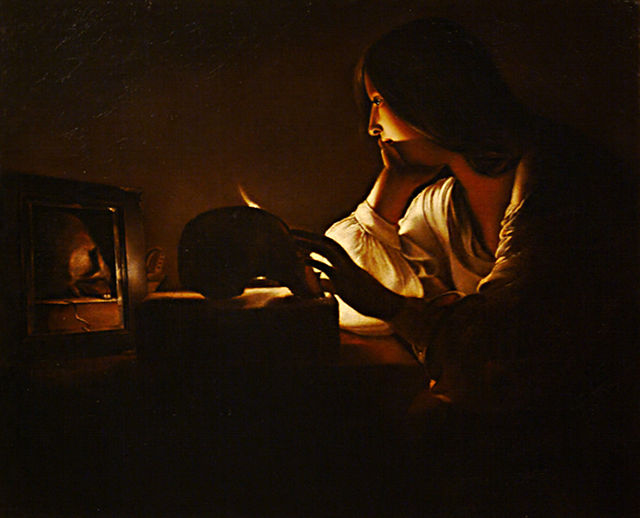
Acercamiento a la Magdalena penitente del espejo, de La Tour. Se pueden apreciar las vanitas y el reflejo del cráneo en el espejo.

El color rojo se presentaba en sus vestiduras, usualmente con un manto rojo. La Tour viste a sus Magdalenas con una falda roja sostenida por una cuerda, esta solo es visible en la Magdalena penitente de la lamparilla donde la iluminación es mayor.
Margaret Starbird señala en los retratos de María Magdalena de La Tour el vientre hinchado de María, como posible indicativo de un embarazo.

## Interpretación
Según la Leyenda dorada de Jacobo de Vorágine, que continuó siendo influyente hasta el siglo XVII, María Magdalena era "conocida por la forma en que dio su cuerpo al placer, tanto que su nombre propio fue olvidado y comúnmente fue llamada la pecadora". Señala que sus pecados fueron perdonados debido a la pureza de su amor. Habiendo elegido el camino de la contemplación interna se la llama la "iluminadora". Eligió la mejor parte de la contemplación interna, llamada iluminadora, porque en la contemplación dibujó corrientes de luz tan profundas que a su vez derramó luz en abundancia".
La imagen evoca una Magdalena absorta en la introspección y melancolía. No se dirige al espectador, emergiendo como testigo de un discurso divino sugerido por la presencia del libro sobre la mesa, como símbolo de las sagradas escrituras.  En los retratos de La Tour María Magdalena se observa como un ser solitario y ensimismado, la vela revela con su iluminación tres elementos clave: el perfil de María, el cráneo y el espejo, entre ellos sucede la reflexión sobre el pecado, la muerte y el arrepentimiento.

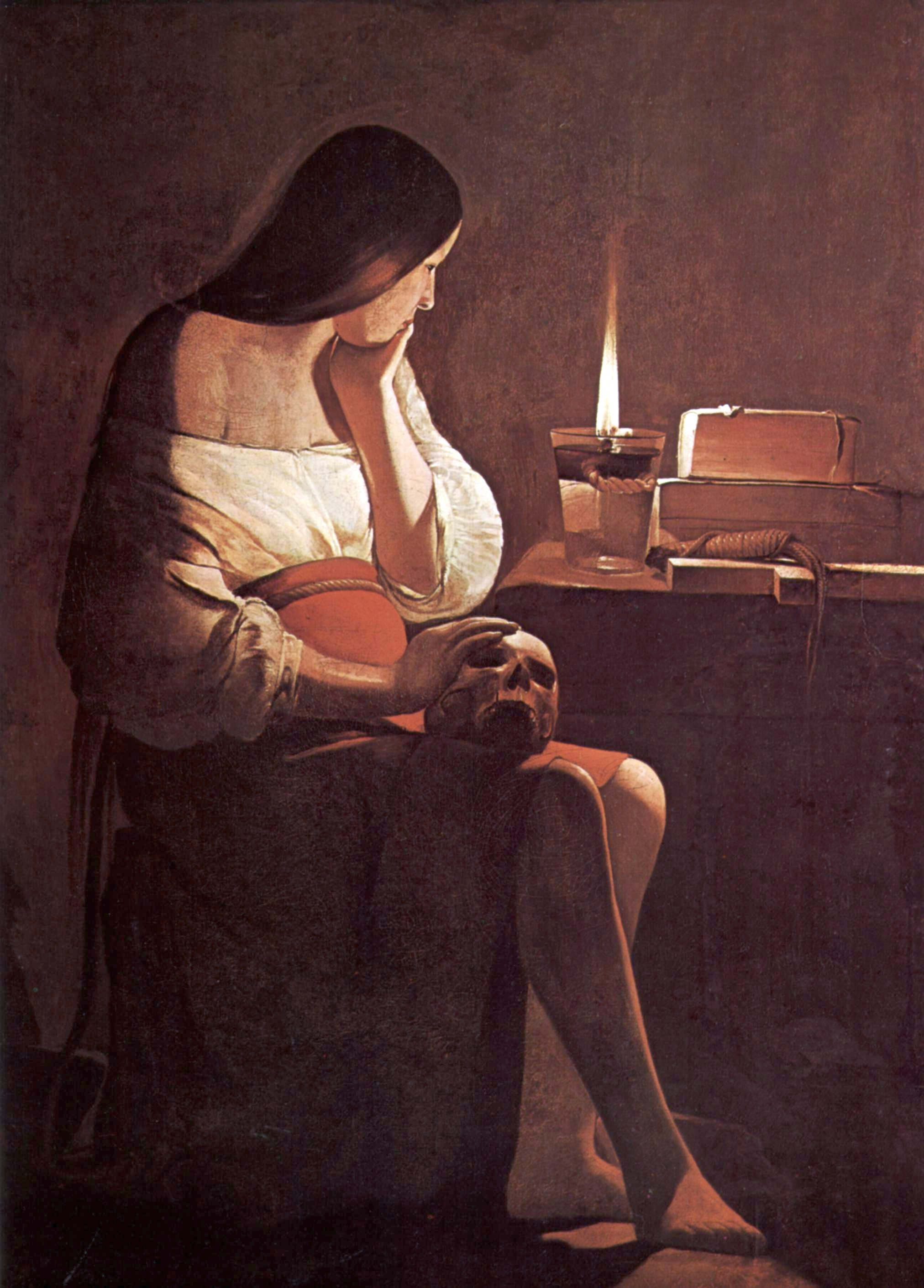
Magdalena penitente de la lamparilla, pintura al óleo de Georges de La Tour elaborada entre 1635 y 1640. Actualmente se ubica en el Museo del Louvre.

Tradicionalmente los espejos son emblemas de la vanidad mundana, en este caso el espectador esperaría encontrar a María visualizando su reflejo, sin embargo, en este solo apreciamos la calavera, símbolo de muerte, revelando la faz del pecado y de su consecuencia. Acercándose a un mensaje moral, el juego del espejo que maneja La Tour muestra a María la consecuencia de sus pecados libertinos y en su rostro presenta la realización, contemplación y penitencia.

## Variantes
Existen dos piezas más que retratan el mismo motivo, a María Magdalena en penitencia. Las tres pinturas en conjunto son similares en ambiente y escena, retratando a María con las mismas características y vestimentas, incluso en un mismo ambiente pero desde ángulos e iluminaciones diferentes, siendo la Magdalena Penitente del espejo la más oscura de todas.
Una de ellas es Magdalena penitente de la lamparilla, donde se presenta a María en su perfil derecho apoyando su codo en la mesa y con su rostro descansando en su mano. Su rostro permanece contemplativo admirando la flama de la vela que ilumina la escena, como vanitas hay en la mesa dos libros y un crucifijo. El cráneo ya no oculta la llama, en este caso se encuentra sostenido por María en su regazo.
La obra Magdalena penitente o Magdalena con dos velas es una pieza más de este motivo. El óleo muestra a María sentada de perfil derecho junto a una mesa donde reposan una vela encendida y un espejo. Apenas se aprecia el rostro de María, quien dirige su mirada hacía el espejo, contemplando el reflejo que genera la encendida llama ante él. En su regazo y con ambas manos sostiene el cráneo, símbolo de mortalidad.

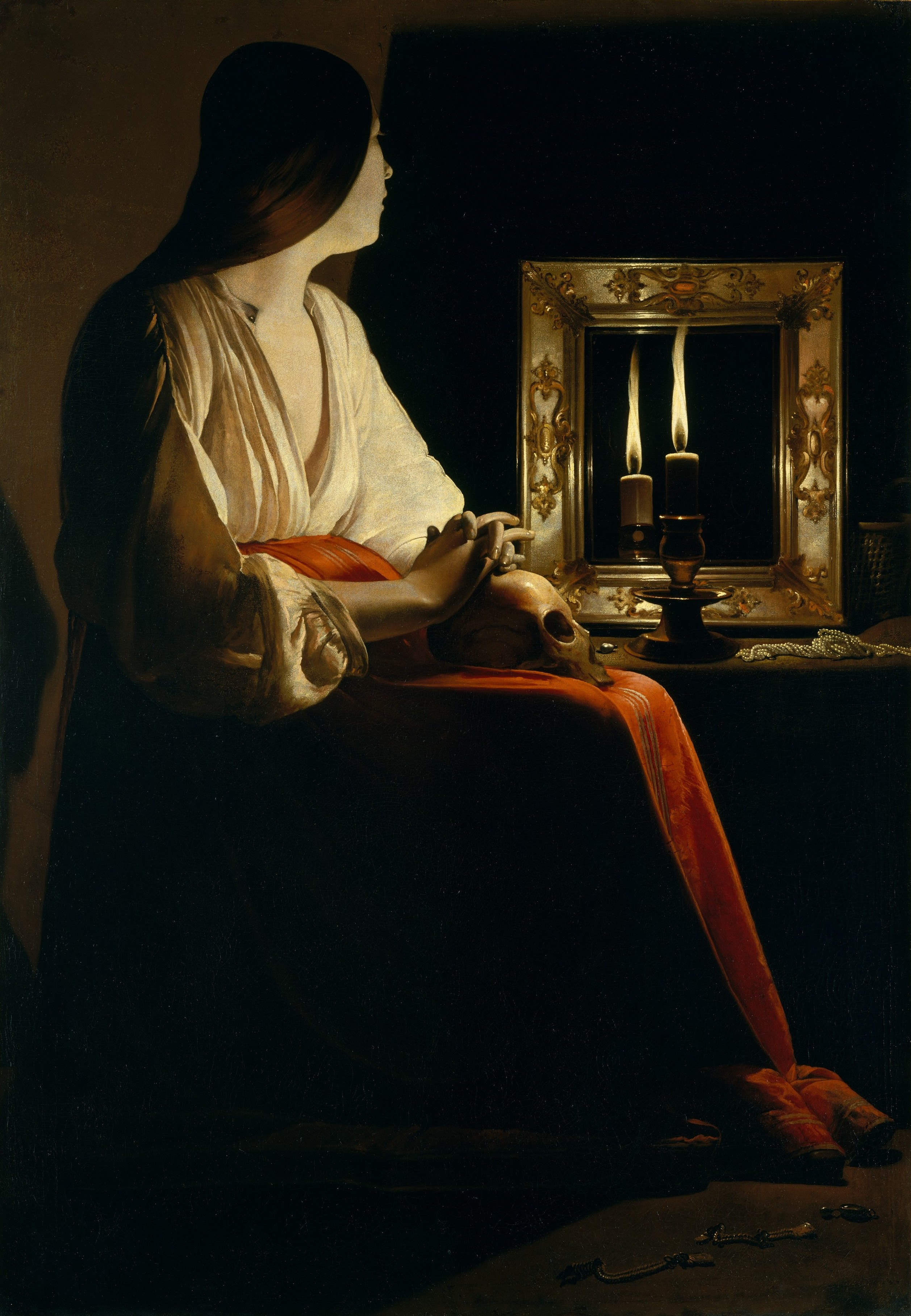
Magdalena penitente o Magdalena con dos velas, pintura al óleo de Georges de La Tour, elaborada entre 1625 y 1650. Actualmente ubicada en el Museo Metropolitano de Arte.